# Catedral de Tortosa
La catedral de Tortosa és un edifici religiós de Tortosa que està sota l'advocació de Santa Maria, i se situa en el nucli antic, a tocar del riu Ebre. L'actual edifici gòtic de l'any 1347 i va ser edificat sobre un anterior romànic; fou consagrat per primera vegada el 1441 i les fases de construcció continuaren fins a arribar a la façana barroca, iniciada a la dècada de 1620 i deixada sense acabar el 1757. Les excavacions arqueològiques, han fet palès que aproximadament en aquest mateix lloc hi havia hagut el fòrum romà.
Aquesta catedral ostenta el títol de basílica i el 1931 va ser declarada, juntament amb el Palau Episcopal, Bé Cultural d'Interès Nacional.

## Història
Quan el 1148 Ramon Berenguer IV va conquerir la ciutat va concedir a Bernat Tort, arquebisbe de Tarragona i bisbe provisional de Tortosa, la mesquita més gran de la ciutat i totes les seves possessions, aquest bisbe la va convertir tot seguit en catedral i aprofitant les edificacions musulmanes les va reconvertir en estances per al monestir, es va anomenar bisbe a Gaufred d'Avinyó (1151-1165) abat de la canònica de Sant Ruf d'Avinyó. En temps del bisbe Ponç de Torrella (1213-1254) es van anar ampliant els dominis de la diòcesi amb l'annexió dels territoris valencians de Morella i Borriana, construint-se un palau episcopal sota el mandat del bisbe Berenguer de Prat (1316-1340).
El claustre junt amb les dependències canonicals van ser construïts durant els segles XII i xiii.
L'actual catedral de Santa Maria es va començar a construir al 21 de maig del 1347, quan el bisbe Bernat Oliver en col·locà solemnement la primera pedra. Durant molts anys es va pensar que hi havia hagut un concurs de projectes l'any 1345, ja que el canonge Matamoros (1932), el primer historiador modern de l'edifici, va datar en aquest any dos dibuixos que atribuí als mestres Antoni Guarc (en realitat, un mestre actiu a les dècades de 1370 i 1380) i Benet Basques de Montblanc (mestre del qual no s'han trobat referències documentals). Avui només es conserva el dibuix original de Guarc, que correspon a una planta de tres naus amb deambulatori i un absis amb nou capelles radials. En tot cas, va ser el mestre Bernat d'Alguaire, procedent d'Horta de Sant Joan, qui al maig de 1346 va signar les capitulacions com a mestre major.

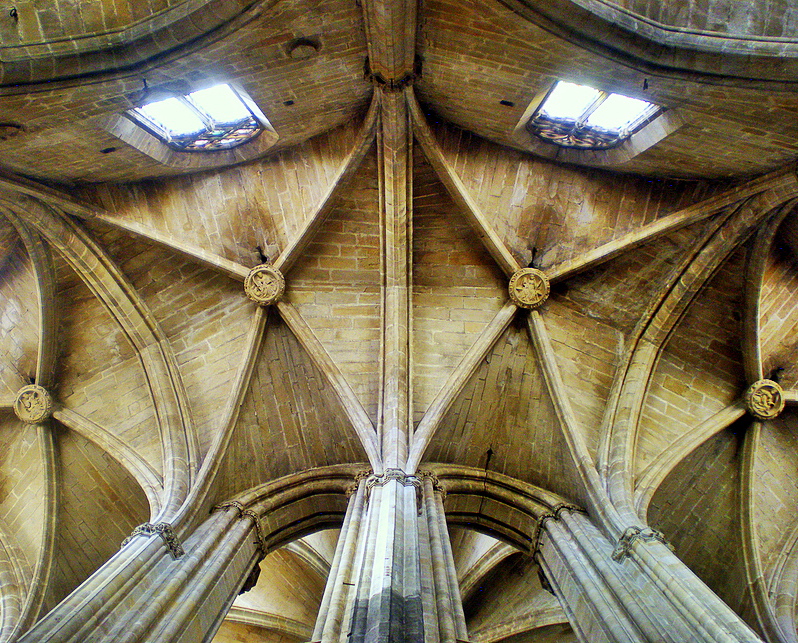
Voltes a les naus de la catedral

A la cronologia de l'obra de l'absis es pot observar de tan àrdua i llarga que es va presentar. Durant els anys 1366 fins finals de 1381 es va ocupar d'elles el mestre d'obres Andreu Julià, que més tard va ser l'autor de la famosa "torre del Micalet", campanar de la catedral de València. Després, a partir del 1382, es van fer càrrec dels treballs Pere Moragues i Joan de Frenoy, fins als volts del 1400, quan es van es van acabar les capelles radials. El 1416 constaven com a mestres majors Pasqual de Xulbi (o Pasqual d'Eixulbi) i el seu fill Joan de Xulbi (o Joan d'Eixulbi), treballant també a l'absis. La clau de volta central del presbiteri, que representa la Coronació de la Mare de Déu, s'atribueix a Bartomeu Santalínea. L'altar es consagrava el 1441. Consta que aquestes obres es van fer amb la col·laboració de la ciutat, que va contractar mestres, pagar materials i cedir espais per a la construcció del temple.
La construcció de la nau va ser igualment molt lenta i amb interrupcions freqüents. Gràcies a les donacions fetes el 1487 per Miquel Terga, es va poder acabar la primera volta de la nau després de l'altar i el 1496 es pintava la clau de volta i es pavimentava aquest tram. L'any 1586 s'arribava als pilars del tercer i quatre tram i s'obria una porta que comunicava el tercer tram amb el claustre. Sense esperar l'acabament de les obres, l'any 1597 es va procedir a una nova consagració pel bisbe Gaspar Punter i Barreda, en aquest mateix any es va col·locar la primera pedra del baptisteri i de la torre.
El capítol catedralici va decidir d'adoptar les noves formes barroques per completar l'obra a la façana, que es va prolongar fins a la meitat del segle xviii. Des d'aquí l'activitat d'aquest període es demostra sobretot per la gran quantitat de capelles que es van realitzar com la de la Mare de Déu de la Cinta realitzada entre els anys 1672 i 1725.

### Canònica de Tortosa

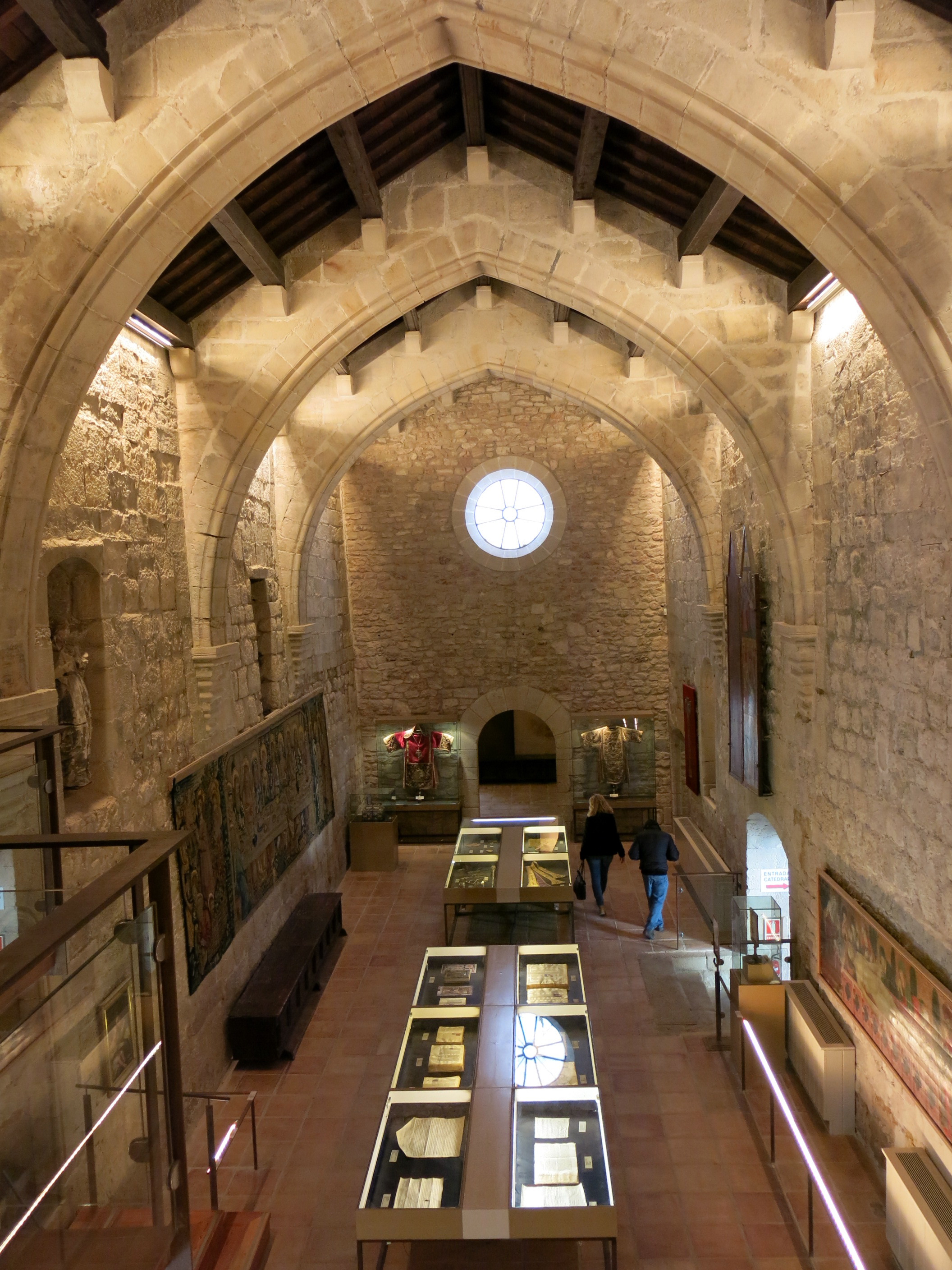
Refetor de la Canònica, que actualment acull una de les sales del Museu de la Catedral

Sota l'orde de Sant Agustí, la vida canònica va ser establerta el 1154-1155 per Gaufred d'Avinyó i els seus monjos (en principi nou)mitjançant un document anomenat Prima Ordenatio Ecclesie Dertusensis, on s'anomenen els càrrecs de prior, cambrer, sagristà, procurador i hospitalari, més endavant el nombre de canonges va augmentar a dotze. Estructurant-se definitivament el 1178 sota el mandat de Ponç de Monells (1165-1193) provinent del monestir de Sant Joan de les Abadesses que a més a més va ser el que va portar del seu monestir original, alguns còdexs litúrgics, que es guarden a l'Arxiu Capitular de Tortosa. El bisbe Arnau de Jardí, el 1278, va establir que totes les possessions dels canonges una vegada morts passessin a ser propietat del capítol. Fins a l'any 1369 els bisbes només podien ser escollits entre els canonges. A una butlla atorgada pel papa Benet XIII el 1414, s'anomena que són vint els monjos que hi havia en aquesta època. Es va mantenir la vida monàstica fins a l'any 1772 quan el papa Climent XIV va secularitzar la canònica.

## Catedral romànica

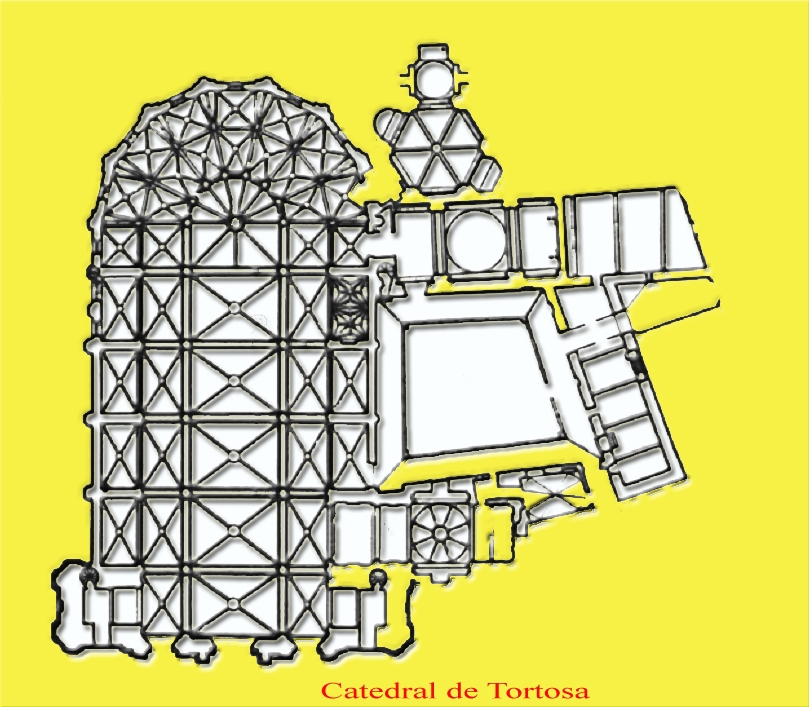
Planta

Després de pocs anys des de la consagració de la mesquita per al seu ús cristià, en 1158 es va començar una nova construcció romànica, sota l'advocació de Santa Maria, constava de planta llatina, i no es conserven més que restes de murs i alguna finestra. Va ser consagrada per l'arquebisbe de Tarragona Berenguer de Vilademuls el dia 28 de novembre de 1178 sota el mandat del bisbe Ponç de Monells i amb la compareixença d'Alfons II d'Aragó i la seva esposa Sança de Castella. Totes aquestes dades es poden veure a una placa commemorativa, conservada a l'escala que comunica el claustre amb la plaça de Palau, i des de desembre de 2007 es troba a l'exposició permanent oberta a la Catedral.
| « | ANNO INCARNACIONIS D[OMI]NI CE M L VIII COEPIT HOC TEMPLU[M] AEDIFICARI ET XX ANNIS EDIFICATU[M] FUIT | » |

| « | Any de l'encarnació del Senyor mil cent cinquanta i vuit va començar a edificar-se aquest temple i va ser edificat en vint anys | » |

## Catedral gòtica

### Interior

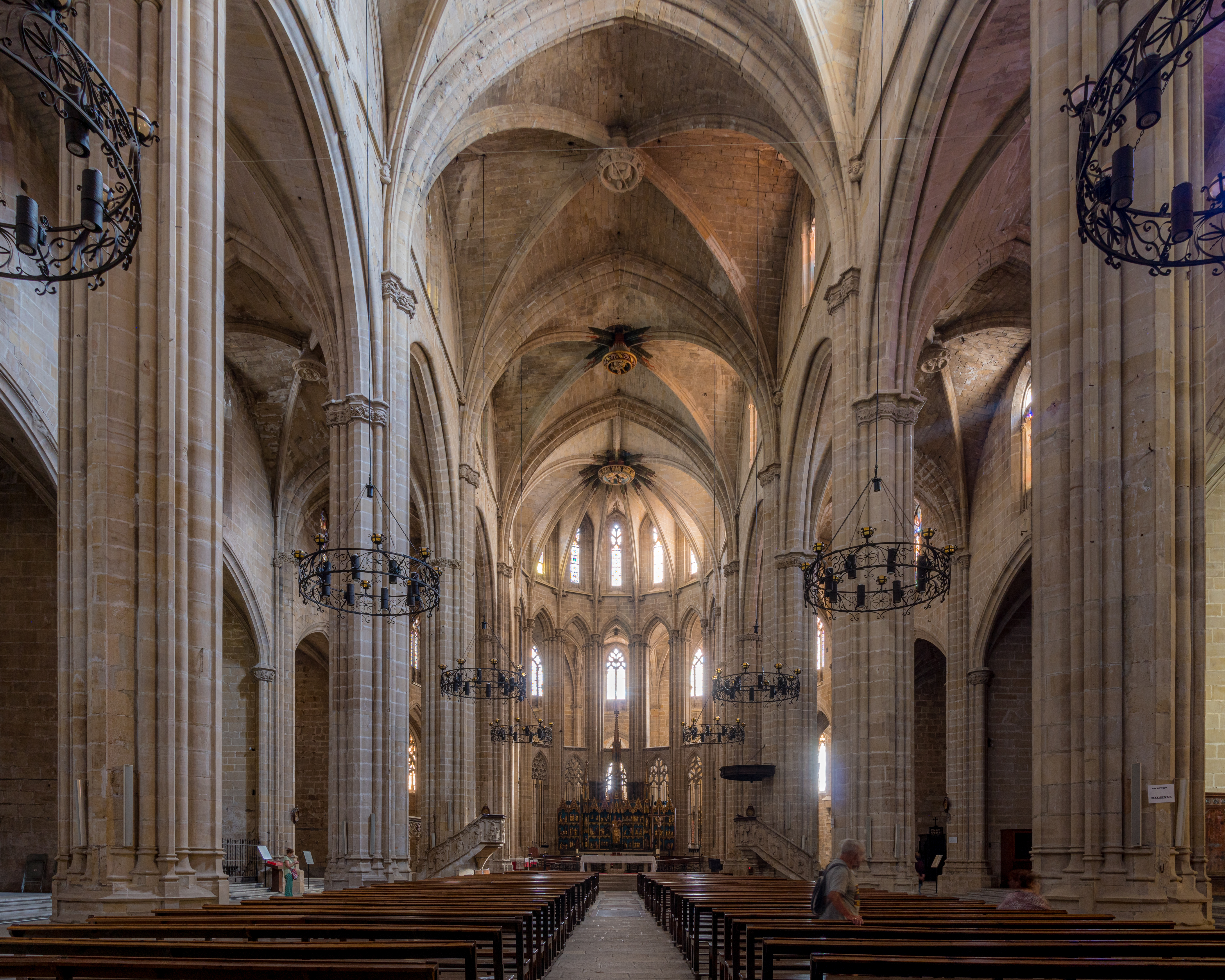
Naus i presbiteri

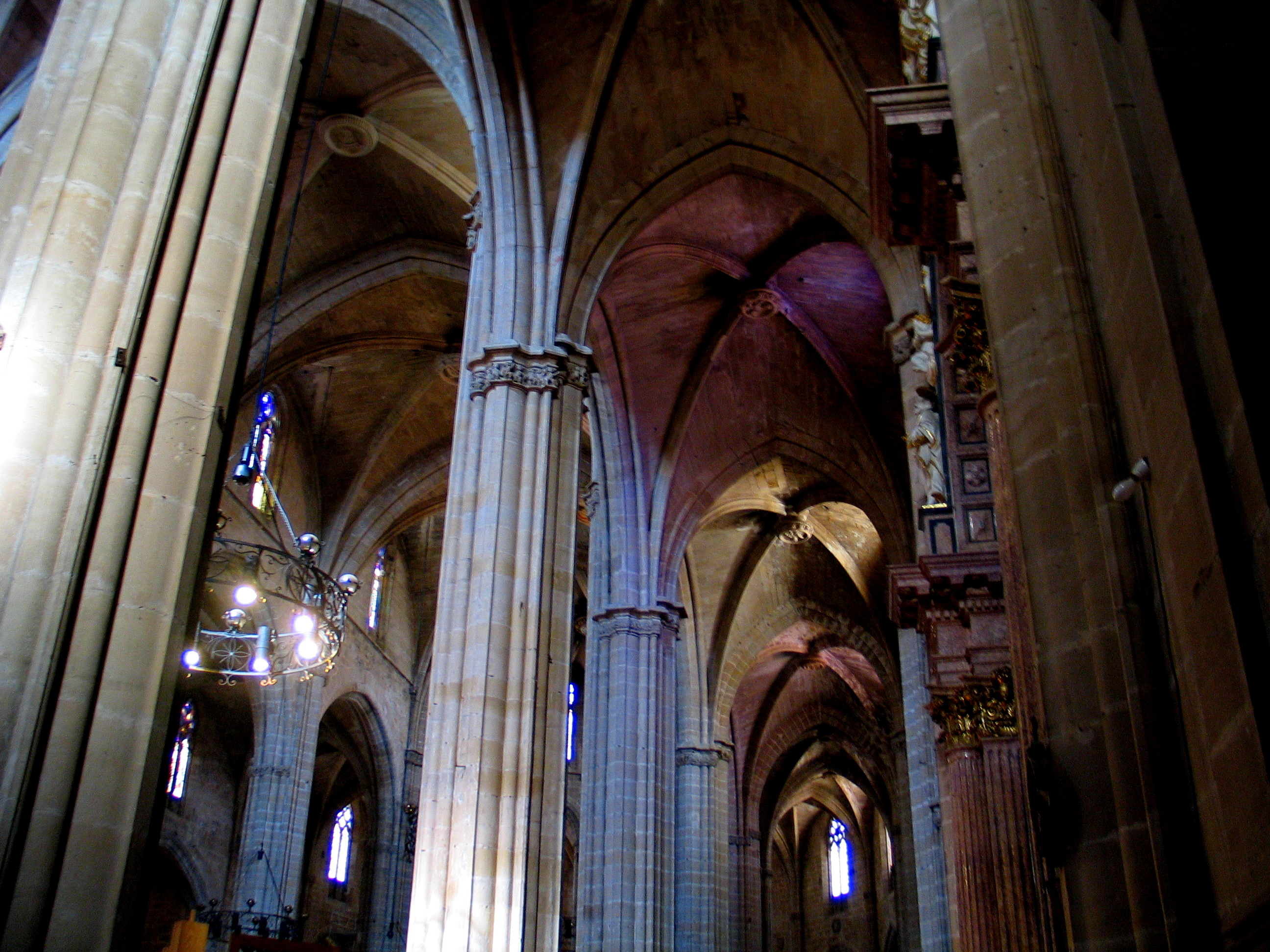
Nau lateral

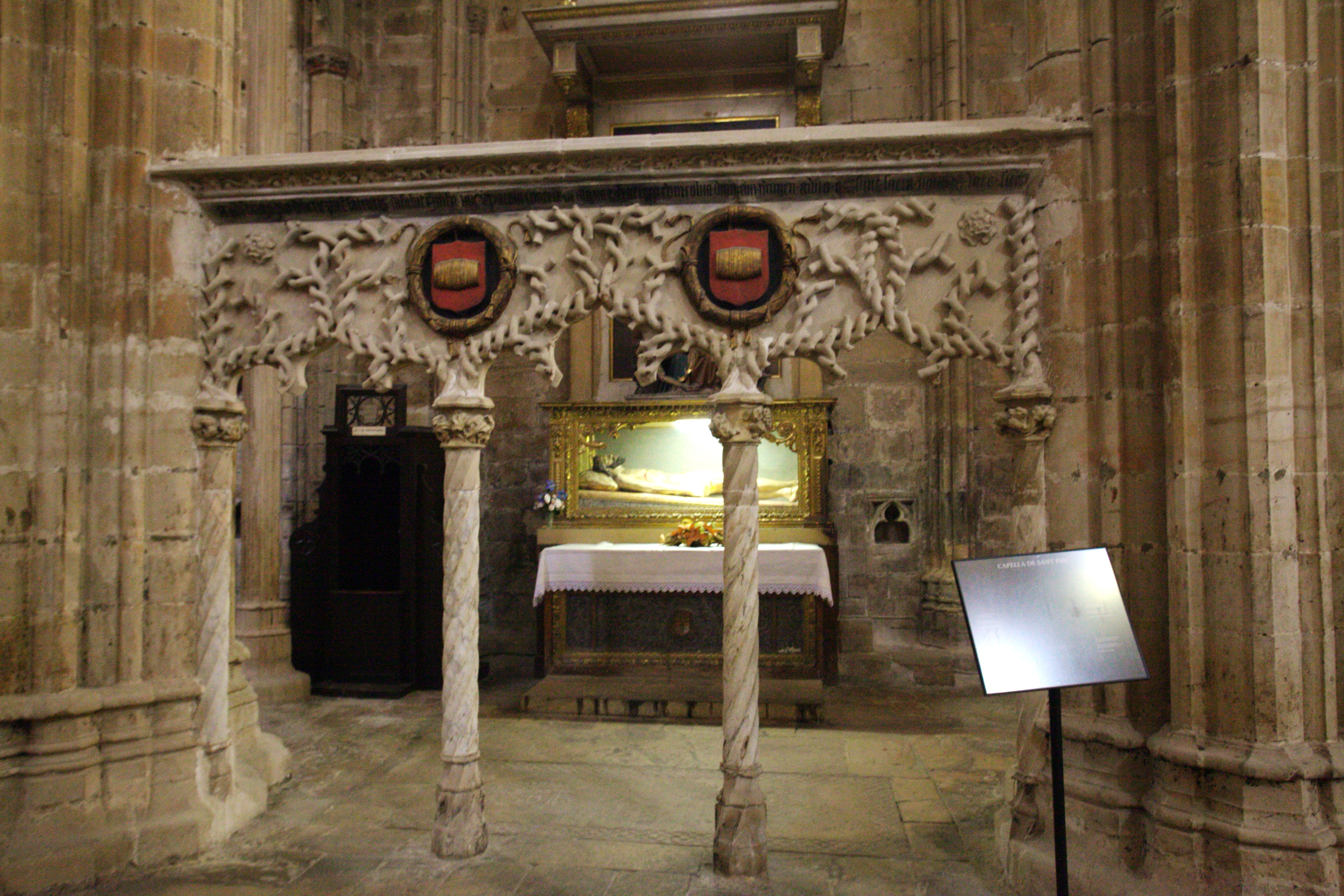
Capella de la Pietat, al deambulatori

Té planta basilical de tres naus separades per pilars i amb capelles laterals entre els contraforts, amb volta de creueria quadrangular que a l'absis són en forma de trapezi i triangles totes convergeixen a la gran clau de volta central del presbiteri, on està esculpida i policromada la representació de la Coronació de la Verge pel seu fill. La capçalera està formada per un absis semicircular, envoltat per una doble girola, l'única d'aquesta classe que existeix a Catalunya, la primera formada per la prolongació de les dues naus laterals i la segona per les capelles radials amb una separació entre l'absis i la girola amb dos nivells d'arcs ogivals, l'inferior calat amb traceria gòtica flamígera. La disminució progressiva de l'alçada dels cossos de l'absis, deambulatori i capelles radials aconsegueixen el poder tenir tres nivells de vitralls que inunden de llum l'interior del temple. Aquests vitralls són de dues etapes diferents: els de la capçalera foren obrats a finals del segle xix als tallers d'Eudald Ramon Amigó, destacat mestre vitraller historicista i els de les naus després la darrera guerra civil.
La nau consta de cinc trams amb voltes de creueria sostingudes per grans pilars que recorden la catedral de Barcelona, per la diferència entre l'alçada de la nau central, les naus laterals i les capelles van permetre la col·locació de vitralls als dos murs superiors per a la il·luminació de l'interior. El disseny de les motllures dels pilars va ser variat cap al 1490, època en què Pere Compte i Antoni Queralt es feren càrrec de la direcció d'obra. Els arcs ogivals dels finestrals així com els de les capelles van rebaixant els arcs ogivals a mesura que s'avança cap als últims trams dels peus del temple, a causa de la durada de les obres i el pas d'un estil arquitectònic a un altre. A les capelles de l'últim tram també se substitueix les voltes de creueria per la volta de canó amb cassetons.
La capella del Baptisteri, conserva una pila baptismal del segle xv provinent del Castell de Peníscola. Era una font decorativa del jardí, però amb la dispersió de diversos béns sembla que la trobem a Tortosa des de 1429, però no s'usà com a pila baptismal fins al 1719. Té forma octogonal, feta amb pedra de Girona i amb l'escut de Benet XIII, una àguila i un dract enfrontats, un cavaller amb llança contra un griu, una lluita entre jovent i una lluita entre vells.

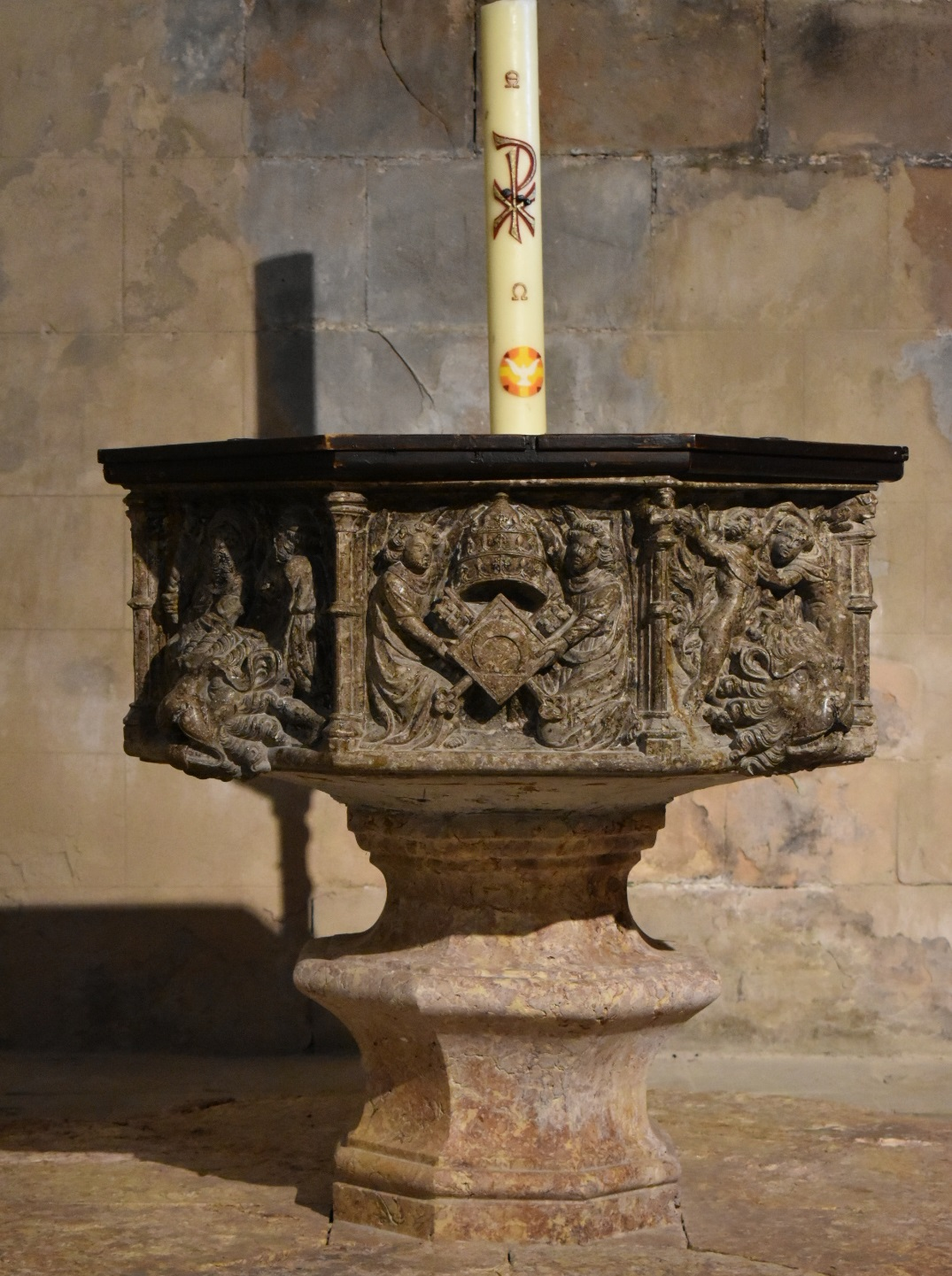
Pila baptismal

La capella de la Mare de Déu del Roser, obra de l'important mestre pedrapiquer Pere Compte, conté el sepulcre alabastrí de Joan de Girona (s. XV), el més espectacular de la catedral. El retaule del Roser, realitzat a la segona meitat del segle xviii continuant l'estètica rococó.
Del segle xvi cal destacar el retaule del Nom de Jesús, amb talles dels escultors Vicent Rodorat i Baptista Vázquez i un interessant Crist obra d'Antonio Soto, pintor de Saragossa. L'estructura del retaule fou realitzada pel fuster Gabriel Sit, seguint un model de Sebastiano Serlio. Les carnacions de les figures i la decoració pictòrica de l'arquitectura del retaule foren obra dels pintors Joan Desi i Jaume Talarn, aquesta darrer també autor de l'Anunciació pintada a la base del pedestal del retaule.
Del segle xvii s'ha incorporat recentment (any 2018) el retaule de l'antiga capella de santa Càndia, enderrocada al segle xix per tal d'obrar la capella del sant Crist. El retaule, anònim, fou obrat entre els anys 1667 i 1681 (data gravada al coronament i que deu correspondre a la seva dauradura). El cos central del retaule és on es concentren els principals valors escultòrics i artístics del retaule. Al centre hi ha un magnífic relleu amb la representació convencional d'una santa màrtir (ja que porta l'habitual palma del martiri, a més d'un llibre tancat a la mà dreta). A banda i banda d'aquest cos central hi ha altres dues figures femenines.
Del segle xviii hi ha dos interessants exemples de retaules: el de Sant Josep, on es combinen elements de talla i pintures (aquestes últimes del segle xvi).
Dels antics retaules medievals de la catedral se n'ha de destacar el de Pere Serra. Conegut pel retaule de la Mare de Déu de la cadernera, la part central i la predel·la formen part de la col·lecció del Museu Nacional d'Art de Catalunya, a Barcelona.

#### Altar major
L'altar major està presidit pel retaule Major o de Santa Maria, popularment conegut com el retaule de la Verge de l'Estrella, que en els dies assenyalats llueix una estrella a la mà. Construït a mitjan segle xiv en fusta policromada i daurada presentant la forma d'un políptic, amb escultures a la part interna i pintures a l'externa. Realitzat l'any 1351 amb clara influència italiana. La part escultòrica consta de vint-i-quatre escenes que narren la vida de Jesús i la Verge Maria, repartides al llarg de tres pisos i en vuit carrers damunt cada un d'ells es troba el coronament amb un gablet amb traceries de forma lobulada, al centre es troba una imatge exempta de la Verge de l'Estrella amb el Nen en braços, completat amb altres quatre imatges de sants a la intersecció dels batents del retaule, sobre la imatge central de la Verge i d'aquests sants estan col·locats uns alts pinacles.

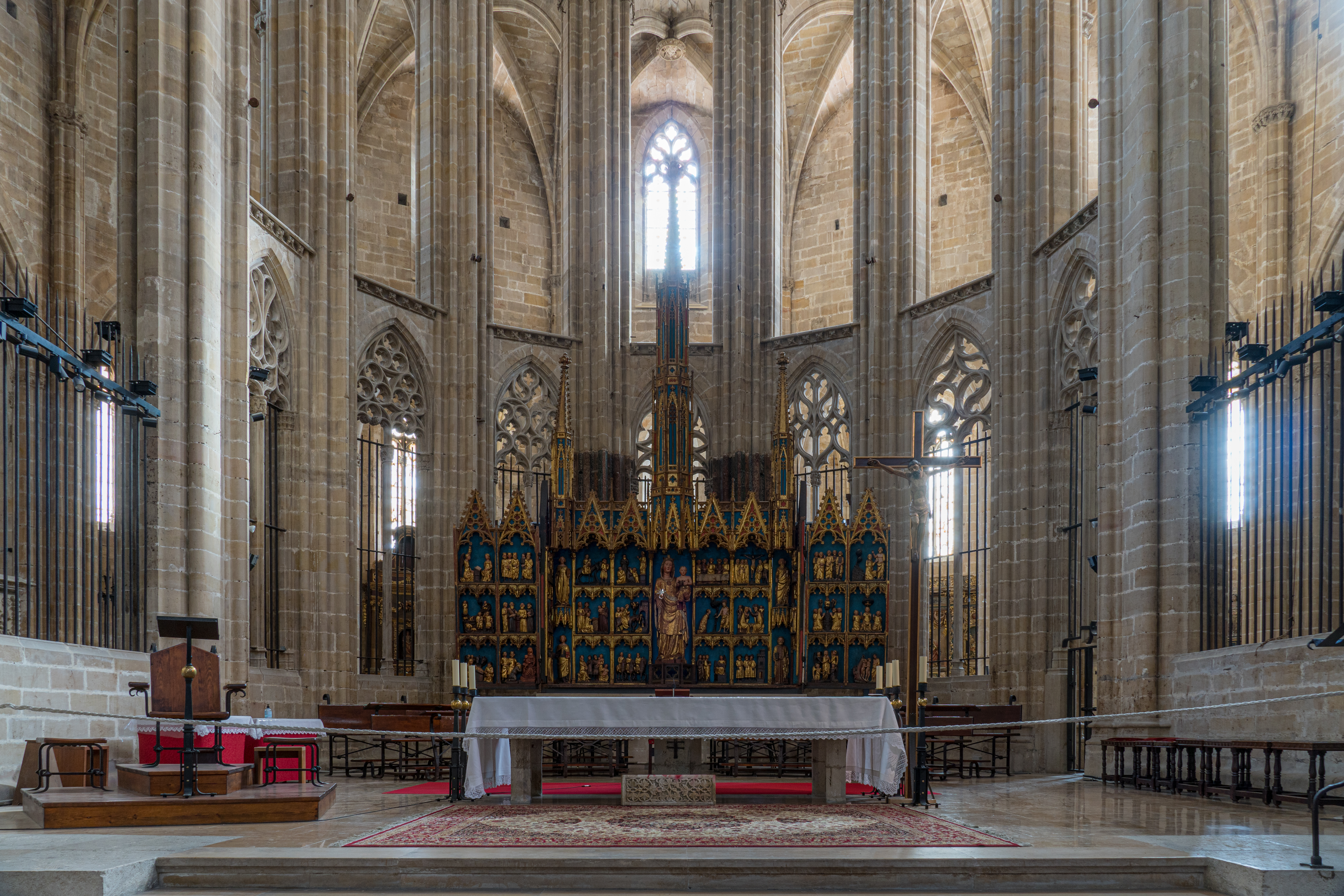
Altar major de la catedral

La part pictòrica representa la Passió i Resurrecció de Crist, atribuïdes a Francesco d'Oberto.
Tradicionalment la part escultòrica havia estat relacionada amb autors italians i realitzada a Itàlia, aquesta proposta, en les últimes restauracions, ha estat rebutjada en trobar-se dins de la decoració, rebuts en català enganxats amb cola de fuster, el que esclareix que van ser fetes a Catalunya i no a Itàlia. Pel que fa l'autor, els últims estudis ho relacionen amb Pere Moragues, per la semblança amb obres d'aquest mateix artista i per les dates que es trobava com a mestre major de la catedral de Tortosa. La relació amb altres retaules d'orfebreria des d'un punt de vista iconogràfic són amb el de Santa Maria de Salas (Osca) i el retaule major de la catedral de Girona.

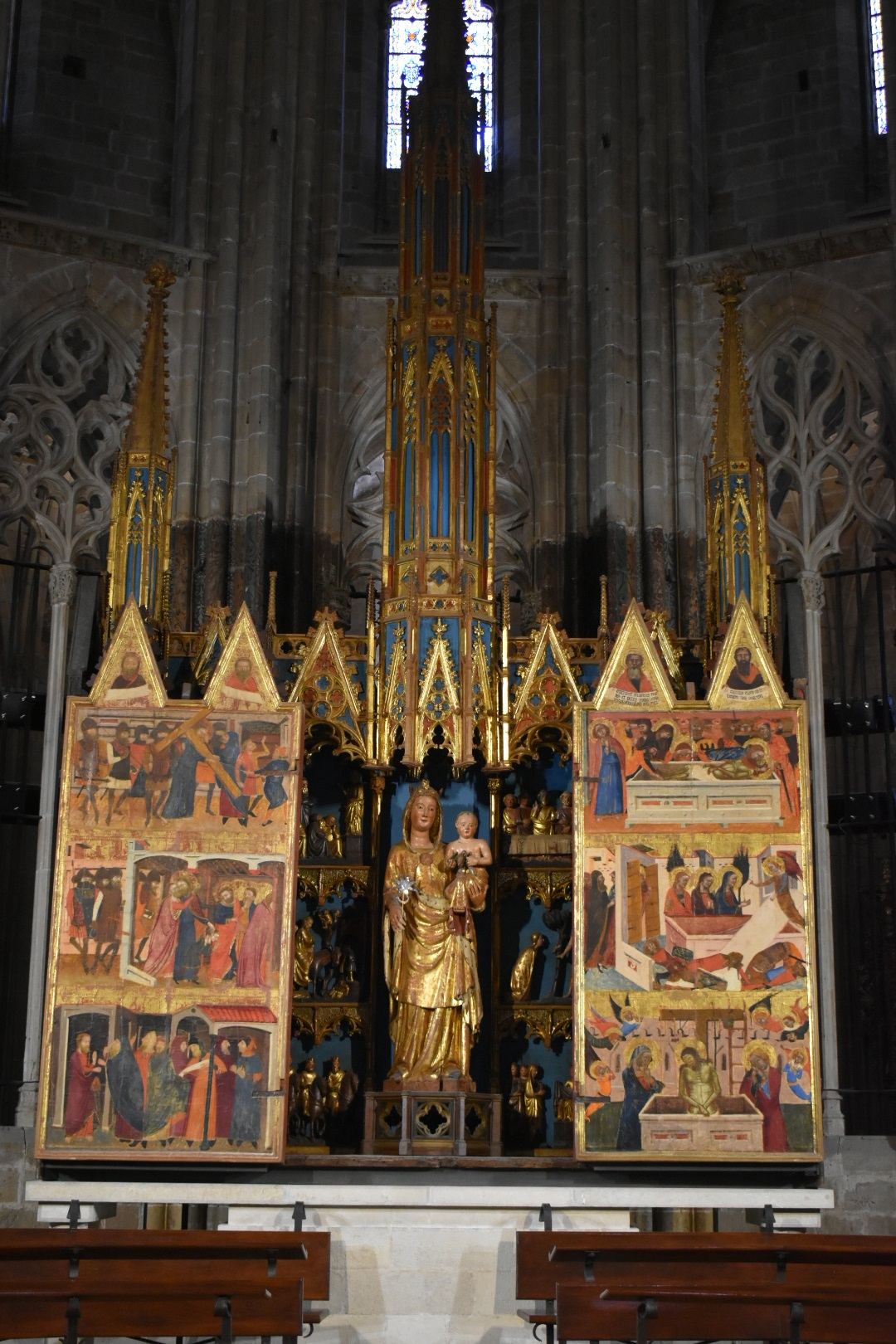
Retaule de la Verge de l'Estrella de Tortosa

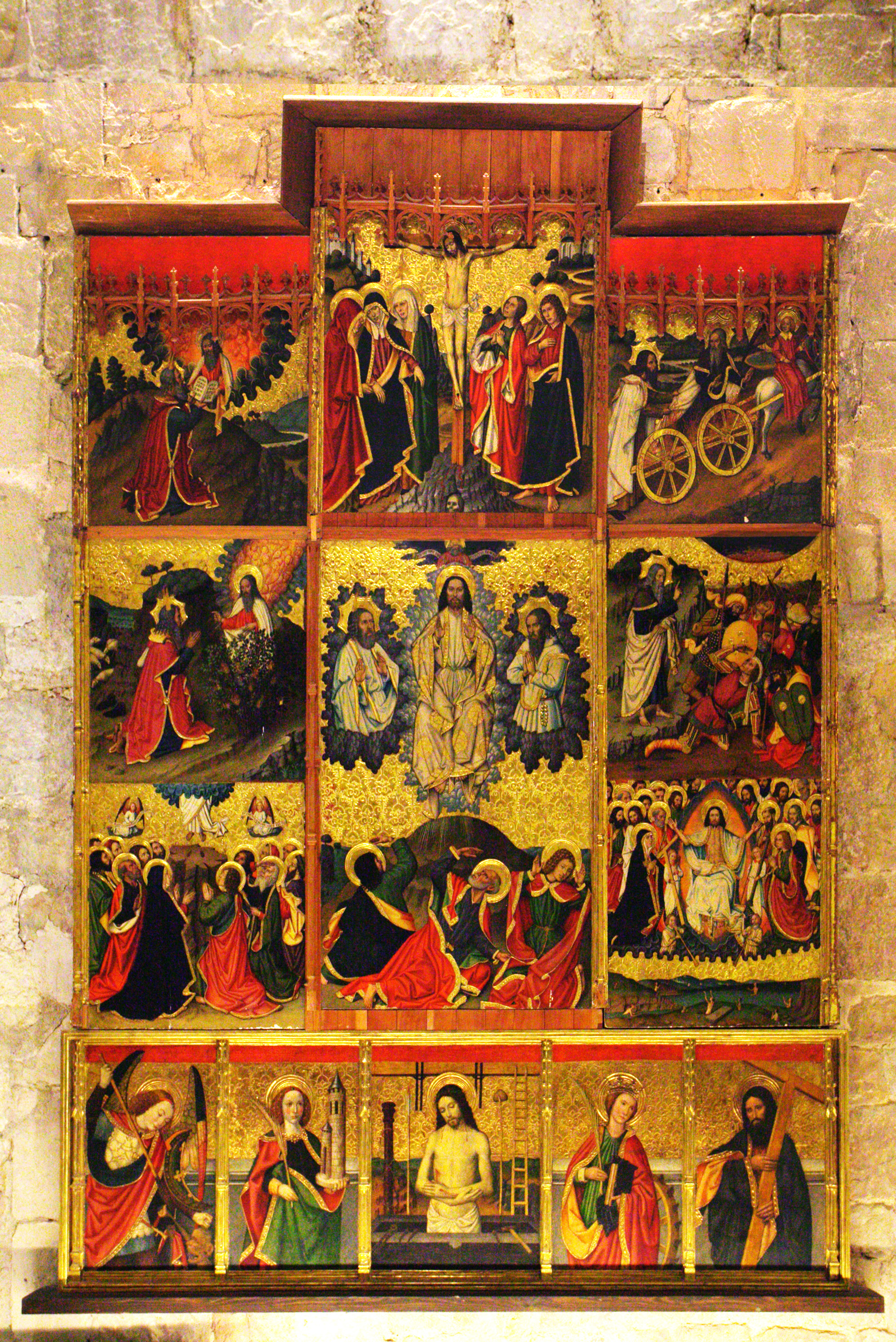
Retaule de la Transfiguració atribuït a Jaume Huguet

A la tesi doctoral de Victòria Almuni l'any 2002, ja manifesta que el mencionat retaule es va haver de col·locar a l'església romànica i segurament no es va traslladar al presbiteri actual fins a 1441, any de la consagració de la catedral gòtica. Va ser repintat l'any 1545, segurament desmuntant-ho i canviat l'ordre de les escenes.
El retaule es mostrava tancat i només s'obria els dies de festa assenyalats dedicats a la Mare de Déu i a Crist, aquest costum es va haver de perdre amb el temps, ja que l'any 1935 consta que les taules pintades de les portes es guardaven al dormitori de la canònica de la catedral.
Durant la guerra civil espanyola, va ser desmuntat per protegir-lo. Als anys setanta del segle xx van ser robades dues figures: la Verge de l'Epifania i l'escena de la Resurrecció. L'any 1983 es va realitzar una restauració per tècnics de la Generalitat de Catalunya.
A una capella del deambulatori a la part posterior de l'altar es trobava el retaule de la Transfiguració de l'últim terç del segle xv i atribuït al taller del pintor Jaume Huguet. És una de les peces més significatives i vistoses del tresor catedralici de Tortosa. El va fer per encàrrec d'un fidel de la catedral. Una de les escenes que inclou és la de la del Judici Final amb els morts sortint de les tombes i un dels morts que apareix és precisament aquest fidel. Des de desembre de 2007 es troba exposat al refetor. Malgrat la lògica insistència a mantenir l'atribució a Jaume Huguet -això sí, sempre s'ha dit que es tractava d'una obra de taller-, darrerament s'ha pogut documentar el retaule i vincular-lo als pintors Rafael Vergós i Pere Alemany.
De la segona meitat del segle xv, amb influència de l'escola flamenca, són els dos púlpits de pedra, que contenen la representació dels Evangelistes i dels Sants Pares de l'Església. En ells s'exhibeix l'heràldica de la família Soldevila.

#### Reixa del presbiteri

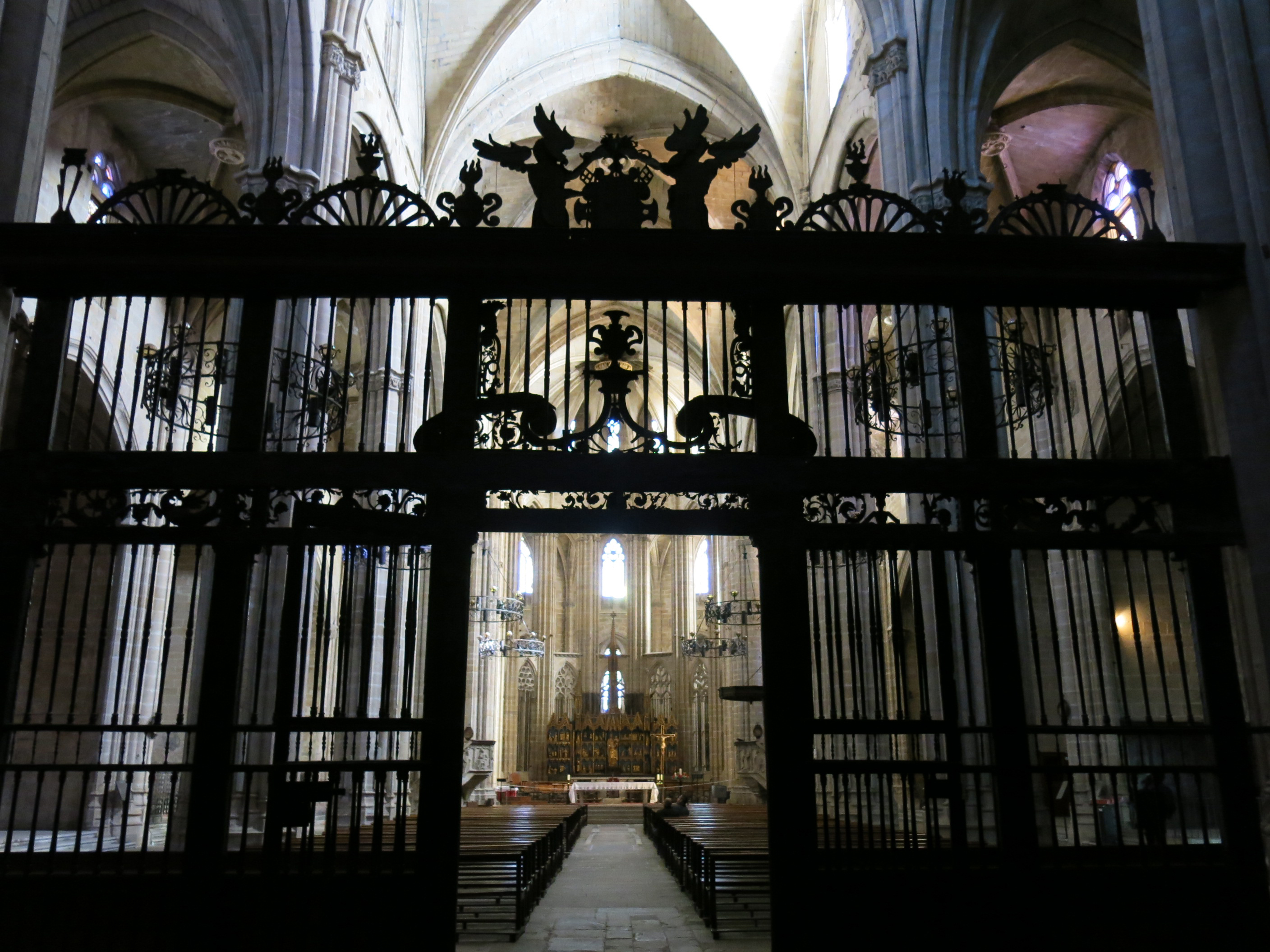
Reixa del presbiteri, actualment a l'entrada de la nau

Va ser sufragada pel bisbe Gaspar Punter (1590-1601), per tancar el presbiteri i que actualment es troba a l'últim tram, als peus de la nau central, respon a models renaixentistes castellans, està constituïda per barres cilíndriques i poligonals i barres transversals que formen una doble reixa a la part baixa, amb arcuacions ogivals a la part superior i acabats amb pues i flors de lis, està adornada amb aplicacions de bronze i motius grotescs formats amb xapa calada.

#### Cor

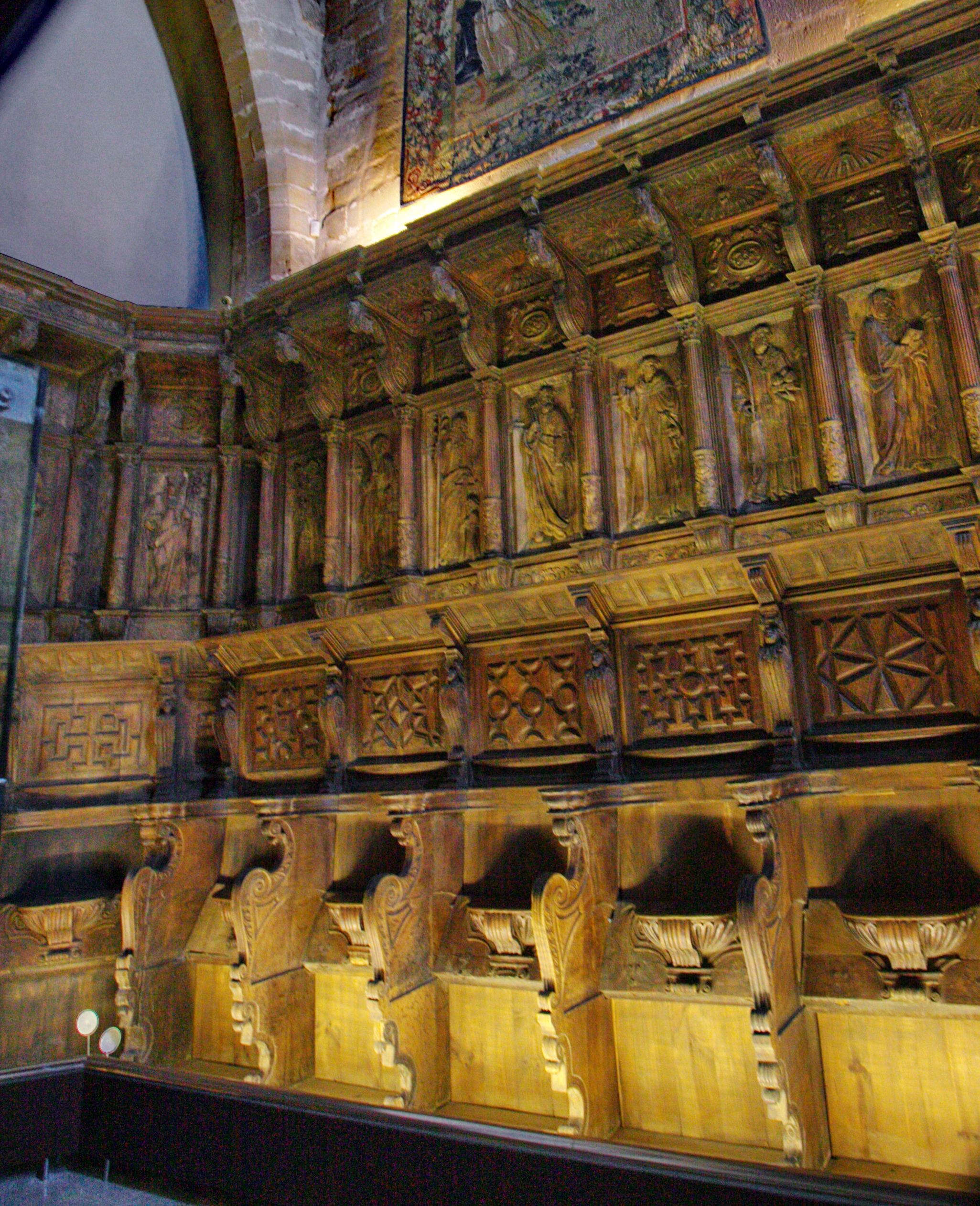
Cadirat del cor

El cor d'estil renaixentista va ser realitzat per Cristóbal de Salamanca, escultor nascut a Àvila, que ja havia treballat al cor superior del monestir de Montserrat (destruït per un incendi l'any 1811), i que va ser ajudat entre d'altres, pel fuster de la catedral Gabriel Sit. De fet, un document del 1583 indica que el canonge Jaume Cassador, d'una banda, i el Capítol de la Seu, de l'altra,van convocar un concurs de projectes que consistia en l'elaboració d'una cadira conforme a una traça que seguia l'exemple del cor de Tarragona. En aquest afer hi ha documentats l'entretallador Bernat Montaner i el fuster Jaume Sala, ambdós de Barcelona, i també diversos mestres tortosins, com ara Janot Vineyma i Esteve Curto. Sigui com sigui, el contracte entre el capítol i l'autor es va signar el 15 de setembre de 1587, el capítol subministraria la fusta de roure de Navarra, que ja tenien comprada i guardada a un magatzem des de feia un any, aquest cadiratge substituïa a un anterior. L'escultor va morir el 1591, abans de poder acabar completament l'obra, acabant-la definitivament l'any 1593 els operaris del seu taller. Estava formada per 47 setials al pis superior representant figures de sants i 28 a l'inferior amb decoració de talla geomètrica. Durant la guerra civil espanyola, a causa d'un bombardeig es va quedar en força mal estat, una vegada restaurat ha estat emplaçat a l'antic dormitori canonical.

#### Capella de Sant Pere
Aquesta capella és la primera del costat septentrional de la girola. Conté uns relleus que podrien assignar-se a Pere Moragues, amb escenes de la vida i martiri de sant Pere, no tots semblen del mateix autor, es relaciona amb Pere Moragues, qui representa la conversa entre sant Pere i Jesús a les muralles de Roma.

#### Capella de la Verge de la Cinta

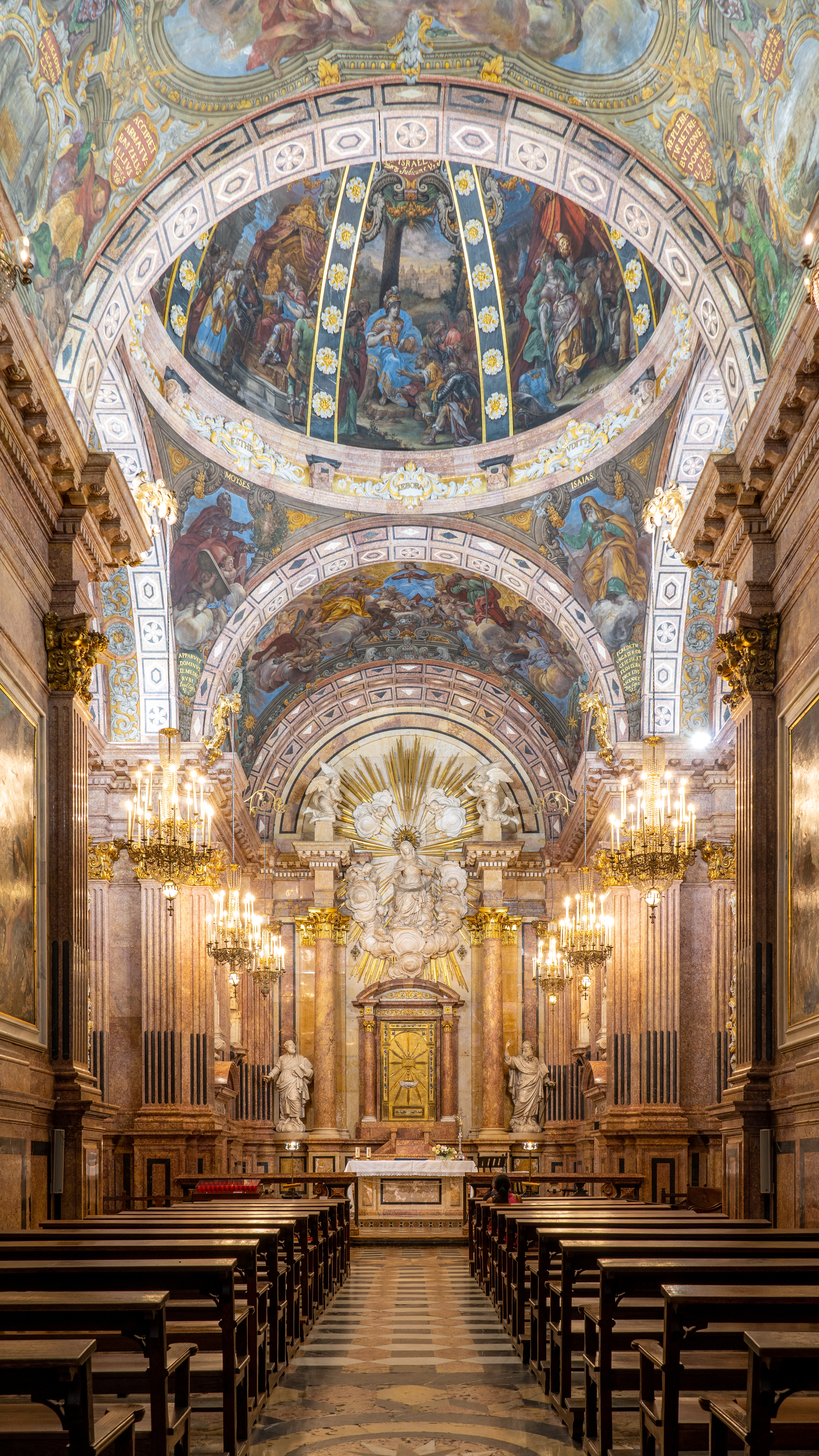
Capella de la Cinta

Coneguda també com a Capella Reial, és aquesta capella una luxosa obra barroca, de dimensions més grans que les altres capelles, consta de planta llatina, coberta amb volta de canó de dos trams, amb una gran cúpula sobre petxines al creuer. La construcció va començar l'any 1672 segons un projecte de Diego Martínez. És decorat amb gran luxe a base de jaspis i diferents tipus de marbre.
A la capçalera té un retaule de marbre amb la imatge de la Verge de la Cinta, patrona de la ciutat, realitzada l'any 1822, inaugurat l'any 1825 pel bisbe Damián Sáez. A l'altar dintre d'una fornícula es troba una urna d'argent realitzat pels escultors Francesc i Josep Tramulles l'any 1727 amb decoració de fulles, fruits i àngels, on es guarda la relíquia de la Santa Cinta. Emmarquen aquest altar dues grans columnes de jaspi amb capitell daurat amb una cornisa que té al seu centre la representació de la Verge de la Cinta entre àngels i núvols, tot tallat en marbre; en una part inferior i a tots dos costats es troben les escultures de sant Pere i sant Pau també en marbre.
Els frescs de la capella van ser pintats a partir de 1718 per Dionís Vidal i Josep Medina, i posteriorment hi van intervenir altres pintors, com ara Tomàs Bayarri. Les escenes de les pintures van ser dirigides pel canonge Vicent Gomis: La Verge descendeix del cel al presbiteri i a la cúpula, dividida en vuit parts, hi ha representades la figura de la dona en diferents fets bíblics, Dèbora, Judit, Rebeca, Abigail, Jael, Maria, Raquel i Ester. Al següent tram la Verge passarà sobre la ciutat per tornar al costat del seu fill Jesús i el Pare Etern ja a l'entrada de la capella. A les petxines hi ha representats els profetes Moisès, Isaïes, Jeremies i Ezequiel.
Les pintures que representen l'Anunciació i l'Adoració dels Reis són còpies de llenços d'Anton Raphael Mengs realitzades per Vicent López Portaña. Els quadres van ser regalats per Manuel Guerra, degà de la catedral, el 12 d'abril de 1799. Vicent López té a la catedral tres obres més tanmateix una d'elles es va perdre el 1938.
La tomba del bisbe de Tortosa i president de la Generalitat de Catalunya (1617-1620), Lluís de Tena, es troba en aquesta capella.
- Reliquiaris de la Santa Cinta.

Segons una tradició la Verge se li va aparèixer a un canonge de la catedral, donant-li una cinta del seu vestit, que li feia de faixí, com a signe del seu amor als tortosins, dient-se des d'aleshores la "Santa Cinta". Segons l'inventari de la sagristia, la relíquia de la Santa Cinta des de l'any 1333 es guardava en una capsa, l'any 1453 consta que hi havia dues peces que contenien la Cinta ja dividida en dues parts, el 10 d'octubre de l'any 1619 el bisbe Lluís de Tena va fer donació d'un gran reliquiari per guardar la part més gran de la Cinta, aquest Reliquiari Major, obrat en argent, que tenia una alçada de 75 centímetres i pesava 6.600 grams, va ser sostret al final de la guerra civil d'un dipòsit del Banc d'Espanya i embarcat a bord del iot Vita, pel que sembla amb destí a Mèxic.
La part petita va ser guardada en capsa d'argent fins a la creació del Reliquiari Menor l'any 1742, de 43 centímetres d'alçada amb un pes de 2.035 grams, reproducció en mida més reduïda de l'antic reliquiari Major. El reliquiari més petit també va ser evacuat per les autoritats republicanes en 1938 però a diferència del major va ser recuperat a la localitat de Darnius.

### Exterior
A l'exterior s'aprecia la diferència entre els murs que corresponen a la nau amb grans contraforts i els de l'absis on hi ha un doble joc d'arcbotants que acaben en unes petites torres poligonals que havien d'anar coronades per pinacles que mai no van arribar a realitzar-se.

#### Façana principal

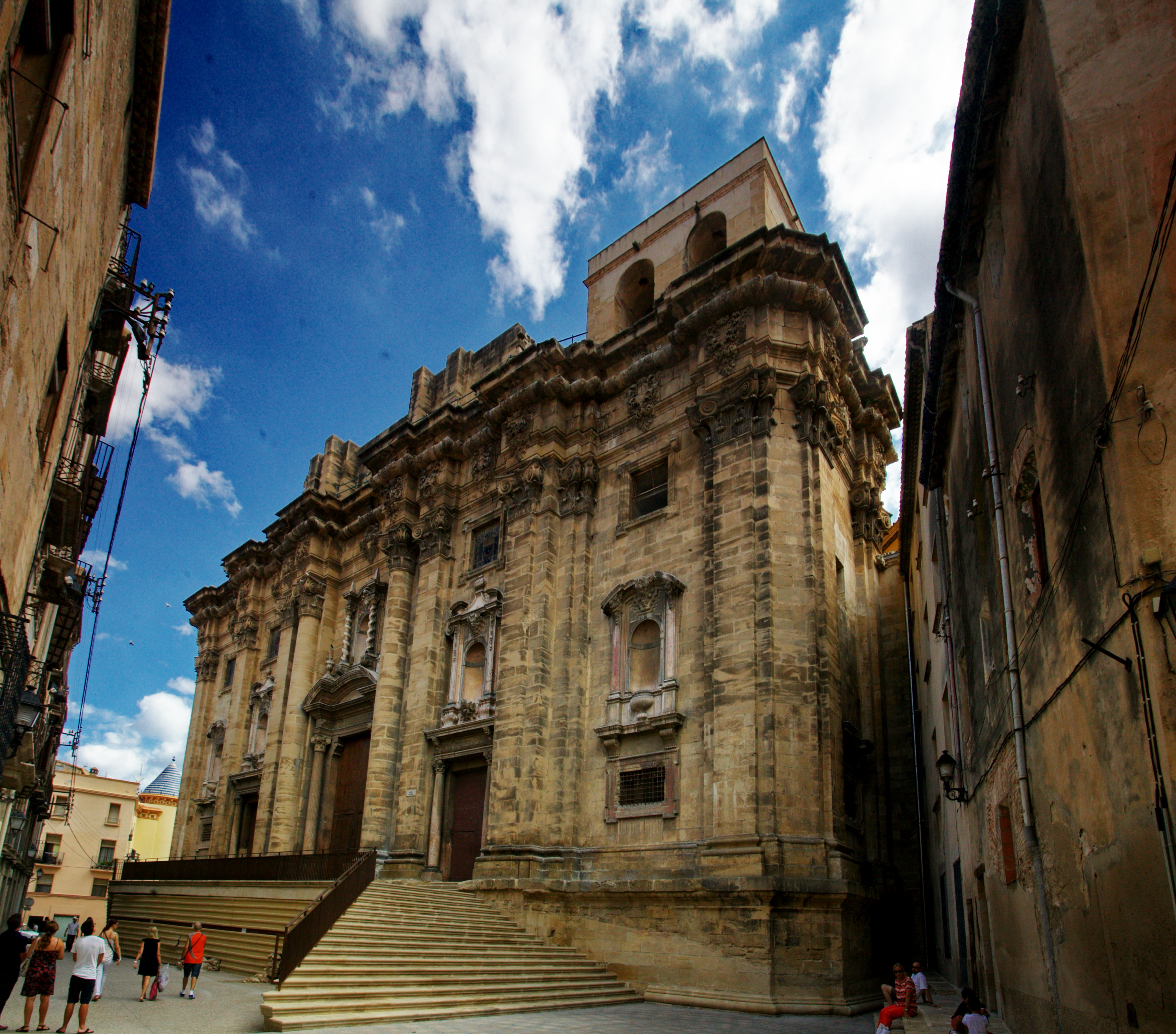
Façana de la Catedral de Tortosa, amb una perspectiva forçada pels edificis que tenia davant i que varen ser enderrocats el 2015

Pels volts de l'any 1625 el mestre d'obres Martí d'Abària va realitzar un projecte per a la façana principal, inspirat en els exemples de l'arquitectura italiana, especialment la romana, del segle xvi. Aquest projecte no es va completar per falta de diners, per problemes en els fonaments, i perquè l'exèrcit no va donar permís per aixecar una alçada que s'interposés en la línia de foc dels canons del castell. Una reconstrucció virtual de 2014 ha permès fer-ne una recreació. Tot i així, es va anar portant a terme de forma irregular. Se sap que el 1730 Roc Xambó ja havia erigit el cos de la façana fins al fris decoratiu, i que no es va considerar enllestida fins al 1757, després que Antoni Ferrer en fes una simplificació classicista. La façana era formada per cinc cossos separats per grans pilastres amb capitells decorats i coronats per una cornisa motllurada i amb decoració vegetal. A la part central es troba la porta d'entrada flanquejada per dues gruixudes columnes i amb un frontó superior de forma curvilínia. Tradicionalment la historiografia havia considerat que es tracta d'una obra inacabada que només ha arribat fins al segon nivell dels cinc projectats, i que no ha completat les dues torres de 61 metres d'alçada que havien d'estar situades a cada costat de la façana. Els darrers estudis han demostrat que el dibuix que s'atribuïa al projecte de Martí d'Abària correspon a una variació monumentalista del segle xviii que mai no es va dur a terme, i que per tant la façana principal de la seu es va acabar com van creure oportú els mestres i els canonges de mitjan segle xviii. Es va bastir-la amb pedres de Flix, Vinebre, Ascó i Riba-roja d'Ebre.
Des de l'agost de 2015, amb l'enderroc dels edificis situats enfront de la imponent façana barroca, el temple ha quedat finalment obert al riu motiu pel qual ja hi ha qui l'anomena la Catedral de l'Ebre.

#### Porta de l'Olivera

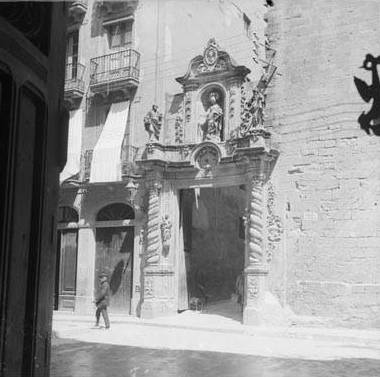
Porta de l'Olivera en una imatge de 1925

S'utilitza per a l'accés a la catedral a través del claustre. Consta d'una portalada emmarcada per columnes salomòniques sobre bases rectangulars i a mitjana altura adossades a aquestes columnes, s'observen les imatges de santa Càndida i Santa Còrdula. Aquesta portalada està rematada per una cornisa i damunt seu, al centre, es troba la imatge de la Verge de la Cinta i als seus costats les escultures de sant Pere i sant Pau, acabat tot amb un frontó barroc.

#### Campanar
El campanar està situat a la part dreta sobre la façana principal, és de planta quadrada de poca alçada i amb dues o tres obertures a tots els seus costats, la catedral disposava de campanes abans d'ésser construït el campanar, ja que hi havia un de provisional. Té vuit campanes al campanar de torre, una al campanar de cadireta i dos més al rellotge.

#### Les campanes[50]
El campanar acull un carilló d'afinació indeterminada per tocar els quarts i tres campanes litúrgiques. La campana de l'espadanya s'anomena "la Vedada" i tradicionalment només s'utilitzava per tocar l'Ave Maria i alguns tocs determinats.
La campana major de Nom "Maria de la Cinta" és la novena campana més gran de Catalunya.
| Nom/s                     | Fonedor                                                 | Any  | Boca (cm) | Massa (kg) |
| ------------------------- | ------------------------------------------------------- | ---- | --------- | ---------- |
| Quarts A                  | Constantino de Linares Ortiz (Garabanchel Bajo, Madrid) | 1940 | 54        | 91         |
| Quarts B                  | Hermanos Roses (Silla, València)                        | 1940 | 59        | 119        |
| Quarts C                  | Hermanos Roses (Silla, València)                        | 1940 | 65        | 159        |
| Quarts D                  | Constantino de Linares Ortiz (Garabanchel Bajo, Madrid) | 1940 | 80        | 296        |
| Quarts E                  | Hermanos Roses (Silla, València)                        | 1940 | 95        | 496        |
| Santa Bàrbara             | Antonio Beltrán Guillem                                 | 1824 | 60        | 125        |
| Córdula i Càndia          | Hermanos Portilla (Gajano, Cantabria)                   | 1995 | 119       | 975        |
| Maria de la Cinta         | Hermanos Roses (Silla, València)                        | 1952 | 173       | 2998       |
| Sant Antoni Abat "Vedada" | Valentin Traver y Hermano                               | 1894 | 44        | 49         |

## Claustre

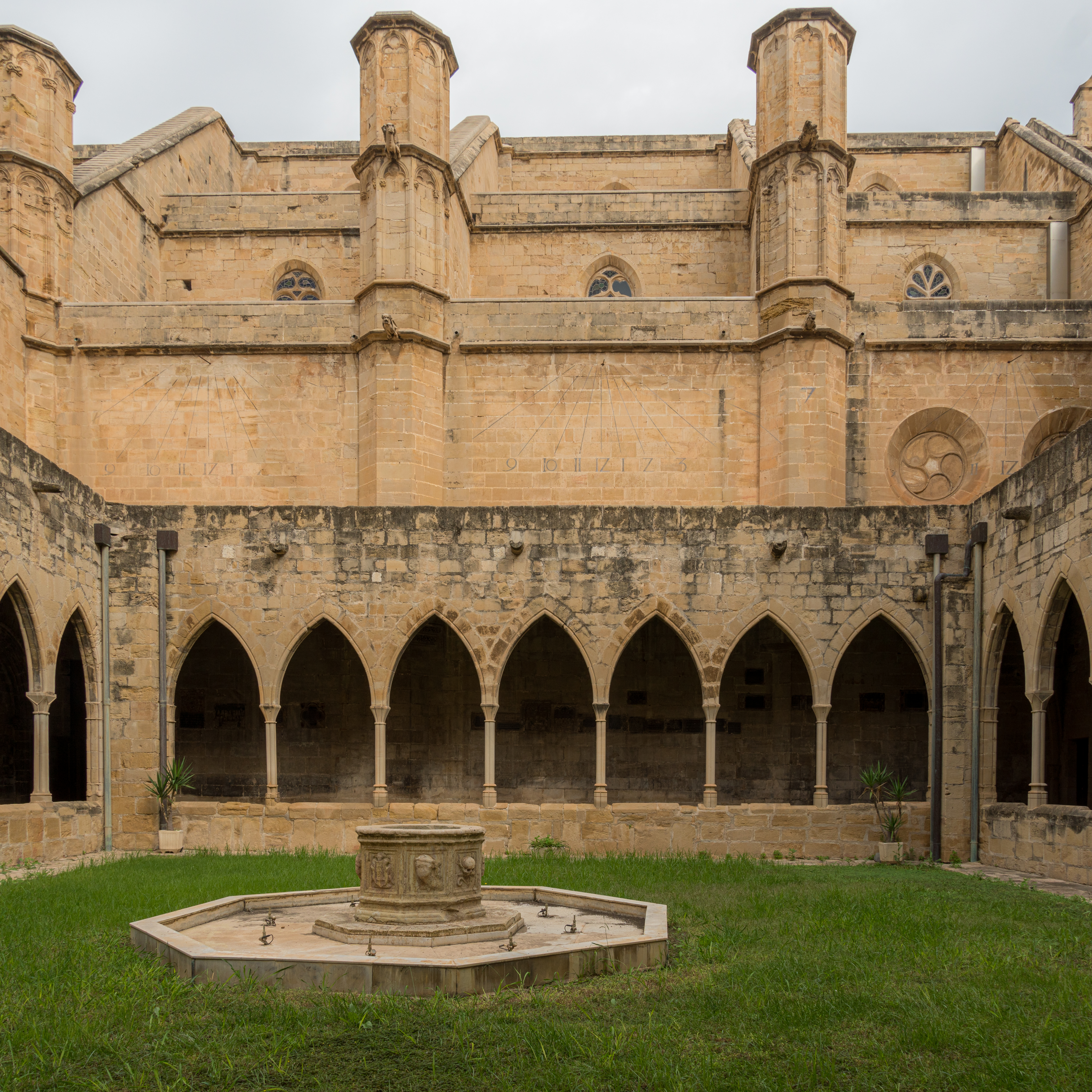
Claustre

El claustre del segle xiii, es troba adossat al mur sud de la catedral i consta de planta trapezoïdal, amb galeries cobertes i formades per arcs ogivals sobre columnes amb capitells sense decoració. Només a la porta d'accés al jardí del claustre els capitells estan tallats amb escenes historiades representant la passió de Crist i són de l'època tardo-romànica reaprofitats d'alguna obra desapareguda, a la part dreta hi ha l'escena de l'entrada de Jesús a Jerusalem i la visita de les tres Maries al sepulcre, a la part esquerra es veu a Jesús davant de Pilat i el Descendiment de la Creu.

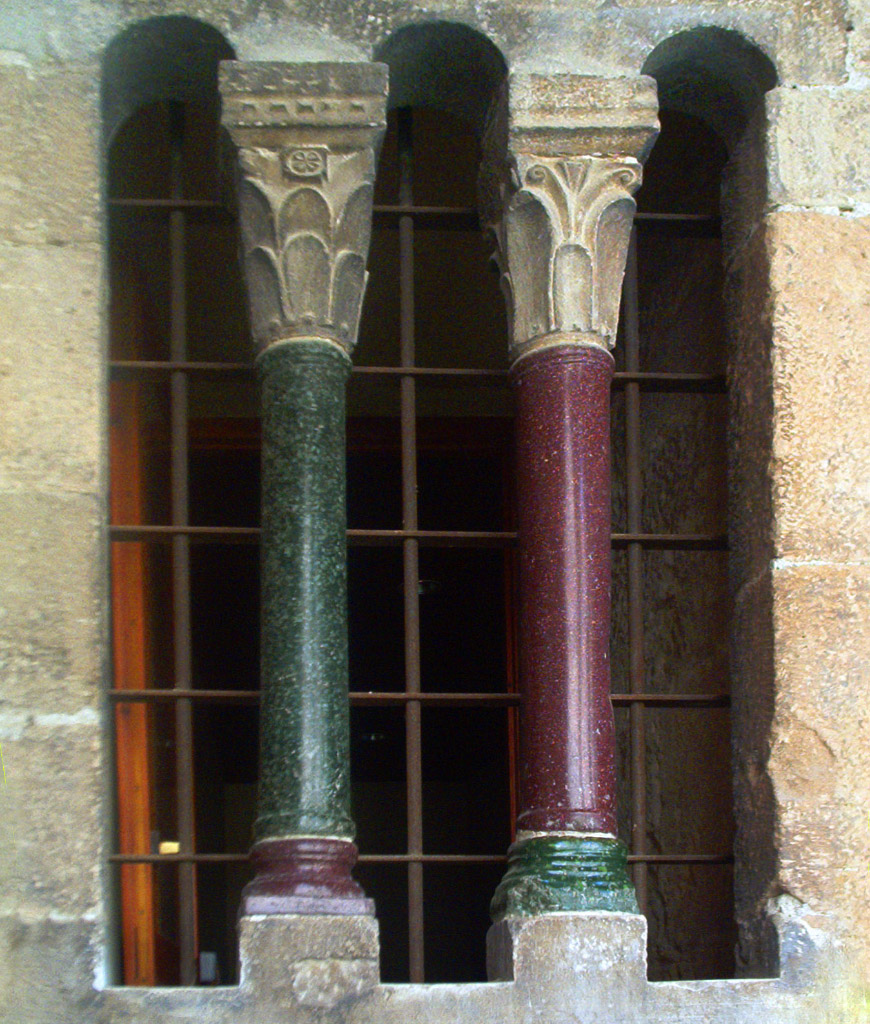
Finestra amb dues columnes del claustre

A l'edat mitjana el consell de la ciutat es reunia a les seves galeries, existeix una làpida en els seus murs on es representa l'escut de la ciutat, la Verge i l'atxa, símbols dels estaments municipals.
A les parets del claustre hi ha una interessant col·lecció de làpides funeràries medievals amb epígrafs de personatges relacionats amb el capítol de canonges, a més de sis curiosos rellotges de sol. Al mur que dona a la capella del Sagrari es troba la làpida, record dels jueus, visigòtica trilingüe (llatí, hebreu i grec).
En el seu entorn es troben les dependències de l'antiga canònica, entre les que estan el refetor, l'Aula major, el dormitori i l'aula Minor, on ara com ara es conserva l'arxiu capitular. Es pot veure al claustre una finestra visigòtica amb dues columnes: una amb el fust de color fosc, realitzada amb gabre, un material d'origen basàltic procedent d'Egipte i l'altra amb el fust de color vermellós que és pòrfir, també d'origen egipci. Pel que fa a les bases de les columnes, una és de pòrfir vermell i l'altra d'un marbre verdós anomenat en italià porfido verde antico, originari del Peloponès (una regió de Grècia)
Sota el claustre es conserva un gran refugi antiaeri construït el 1937-1938 i visitable en bona part.
El centre del claustre està ocupat per un pou, avui reconvertit en font, que data de la dècada de 1540. Va ser esculpit pel pedrapiquer d'origen francès Miquel Anglès, i en realitat no procedeix de la catedral sinó de la Casa de la Ciutat. Quan l'edifici del Consell va ser enderrocat al primer terç del segle xx, l'obra va passar a formar part de la col·lecció permanent del museu municipal, i després de la Guerra Civil el consistori el va cedir a les autoritats eclesiàstiques.

## Tresor catedralici
Conserva una gran quantitat d'objectes litúrgics, d'orfebreria i de fons documentals en el seu Arxiu Capitular, així com una important documentació relativa a la Mare de Déu de la Cinta. Al desembre de 2007 la Catedral de Santa Maria va obrir al públic una exposició permanent on s'exhibeixen algunes peces artístiques.
- Una arqueta àrab rectangular i amb tapa, realitzada amb marqueteria de fustes i ivori. Datada del segle xiii.

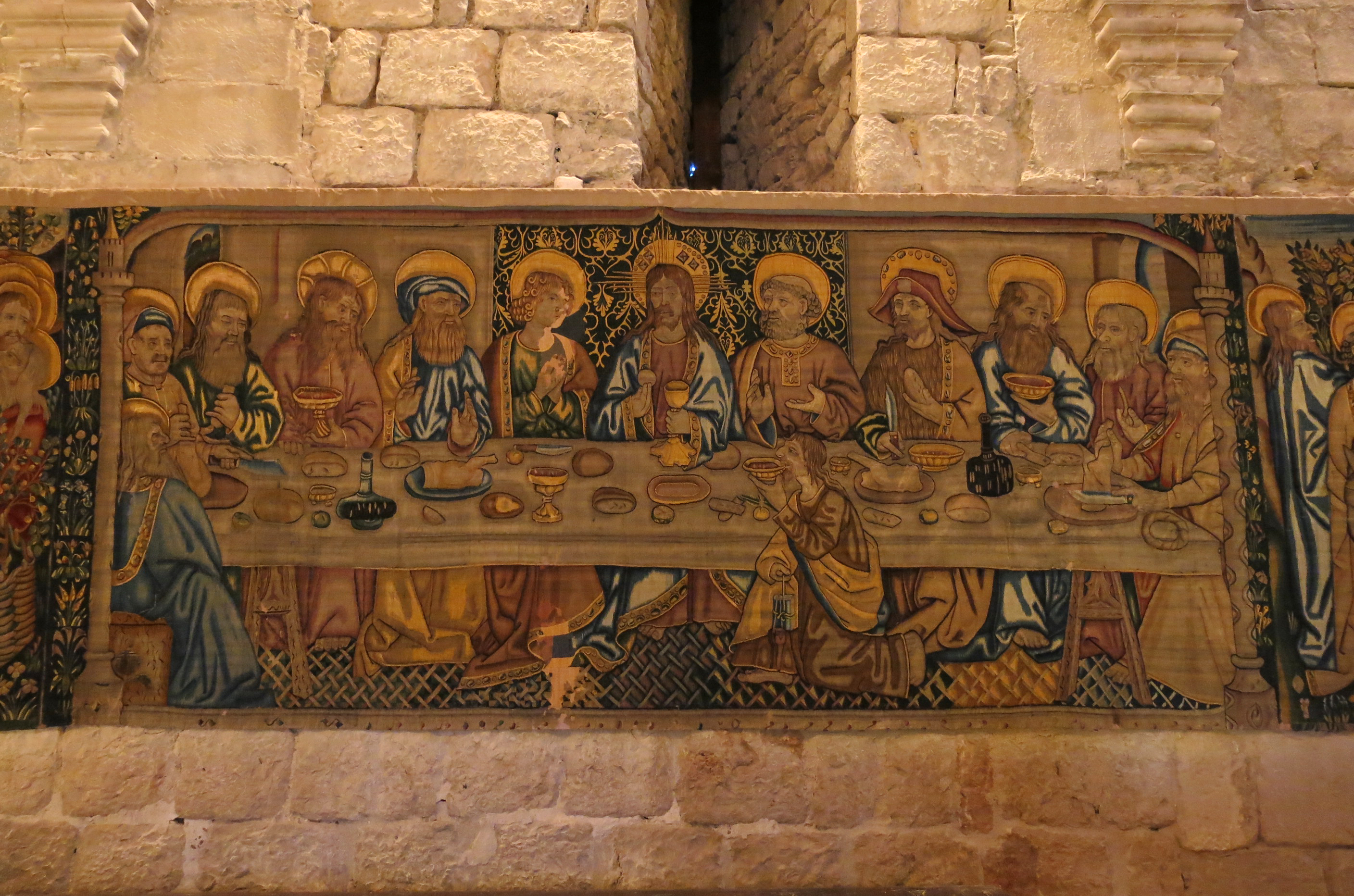
El tapís del Sant Sopar, exposat al refetor de la Canònica

- El tapís del Sant Sopar, del segle xv, atribuït a un mestre d'Arràs (el centre de producció de tapissos més important de l'edat mitjana) anomenat Joan Falsison que va tenir el taller instal·lat a Tortosa entre 1444 i 1464.[56]
- Procedent del parament funerari del bisbe Arnau de Jardí (1271-1306), obert l'any 1964, es mostra l'anell, uns guants i com més destacat la part superior del bàcul pastoral.

L'anell és de forma oval de bronze daurat amb un bany d'or, de 43 mm. X 36 mm.(la part exterior de l'oval) i 31 mm d'alçada. Té una pedra fòssil central envoltada de tretze petites de vidre verd.
Els guants datats de la segona meitat del segle xiii, estan treballs amb seda de color daurat llisos, amb una sanefa a la part del canell formada per dues franges vermelles estretes i emmarcant una altra franja més ampla amb flors de color vermell i beix, es trobaven força deteriorats, restaurant-se l'any 1989, al taller del Museu Tèxtil i d'Indumentària de Barcelona.
El bàcul és d'ivori amb la part dreta rectangular i la voluta superior del bàcul episcopal de tipus "serp" amb el cap esquemàtic amb quatre fulles tallades a la part exterior i dins del cercle de la voluta es representa un relleu calat, les figures de dos homes, un barbut assegut a un banc i recolzant els peus sobre un banquet, davant seu es troba l'altre home semi-agenollat sobre el cap de la serp, sense barba i tots dos personatges amb barret semiesfèric i acarats. Tenen les mans destruïdes i persisteix una mica de la policromia original daurada. Està datat a principis del segle xiii, i va aparèixer restaurat amb quatre plaquetes per a fer la unió d'un trencament, es creu que ja que el bisbe va ser consagrat el 1272, és possible que a l'aixovar funerari se li posés aquest bàcul anterior per ser una peça trencada i ja inútil.

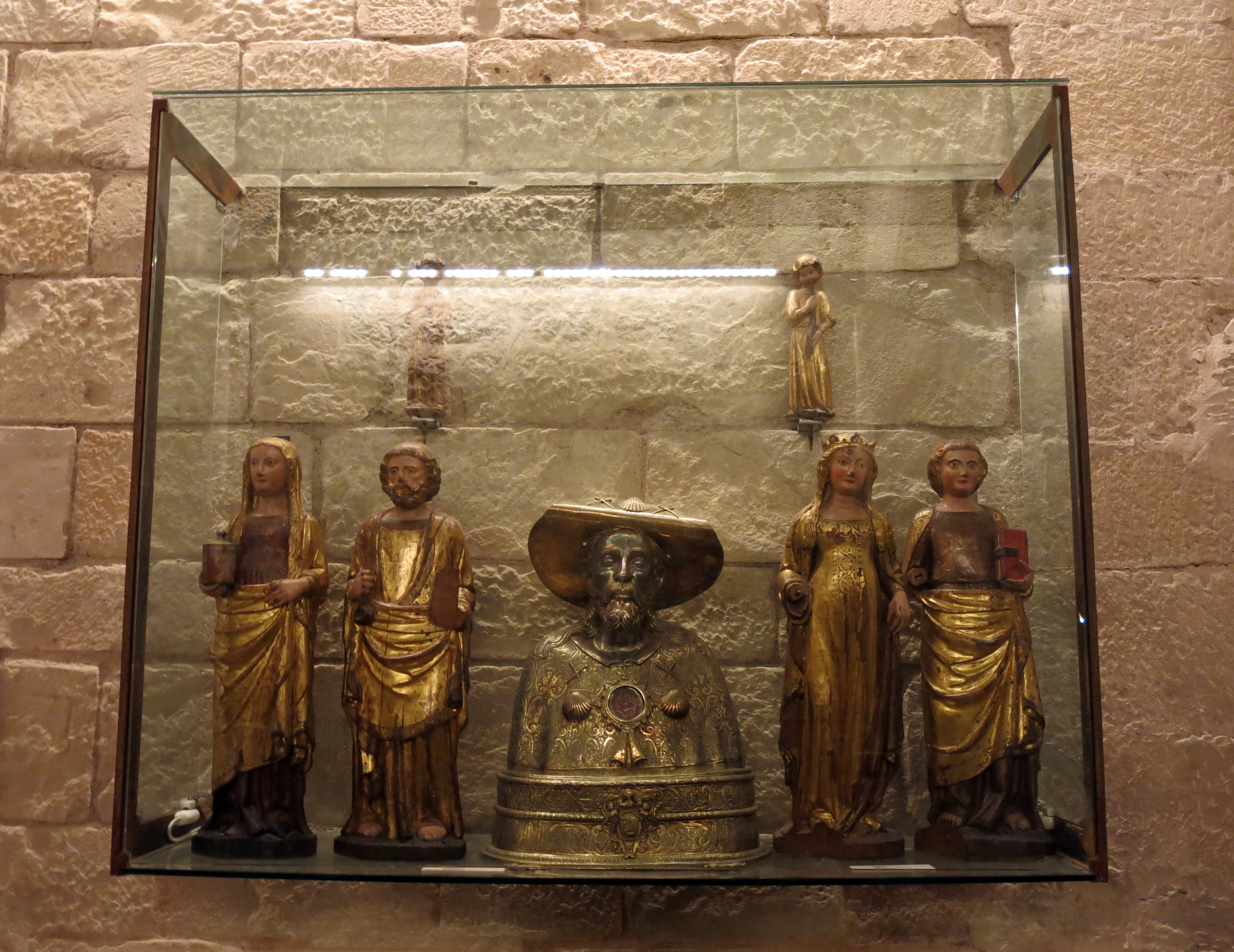
Peces del Tresor esposades al passatge de l'Olivera

- Entre els reliquiaris en forma de bust, es troben els de les Santes Còrdula, de vers l'any 1351, i Càndida del començament del segle xvi; el plenament renaixentista és el de Sant Eulali, del 1551; i també n'hi han de barroc, dedicat a Sant Jaume.
- Una custòdia realitzada a València per Eloi Camanyes i Agustí Roda el 1638.[60][61]
- Una imatge de plata i porcellana de la Verge de la Cinta de l'orfebre barceloní Francesc Via, encarregada l'any 1704 i enllestida l'any 1706. El canonge Ramon O'Callaghan en va donar les primeres referències bibliogràfiques[62] i l'any 2004 es va publicar tota la documentació conservada relativa a aquesta obra.[63]
- Una peça molt important és el missal de Sant Ruf d'Avinyó del segle xii amb les cobertes d'esmalt amb la tècnica del champlevé (esmalt buidat); la incorrecta interpretació d'aquest missal va donar origen a la llegenda de Sant Ruf de Tortosa.
- Així relacionat amb l'escriptori de Ripoll, del segle xiii, es conserva el còdex Civitates Dei de Sant Agustí.
- També destaca una imatge de plata que representa l'àngel custodi i es data a la dècada de 1440. Es tracta d'una de les escultures metàl·liques més interessants del gòtic internacional català.[64]
- La catedral també conserva diverses làpides, inscripcions romanes i capitells antics, que hom pot veure en el subterrani del refetor. Moltes d'aquestes peces formaven part del museu municipal de la ciutat, anomenat Museu de la Ilercavònia, fins que l'Ajuntament les va cedir a l'Església tot just acabada la Guerra Civil, a la dècada de 1940.[65]

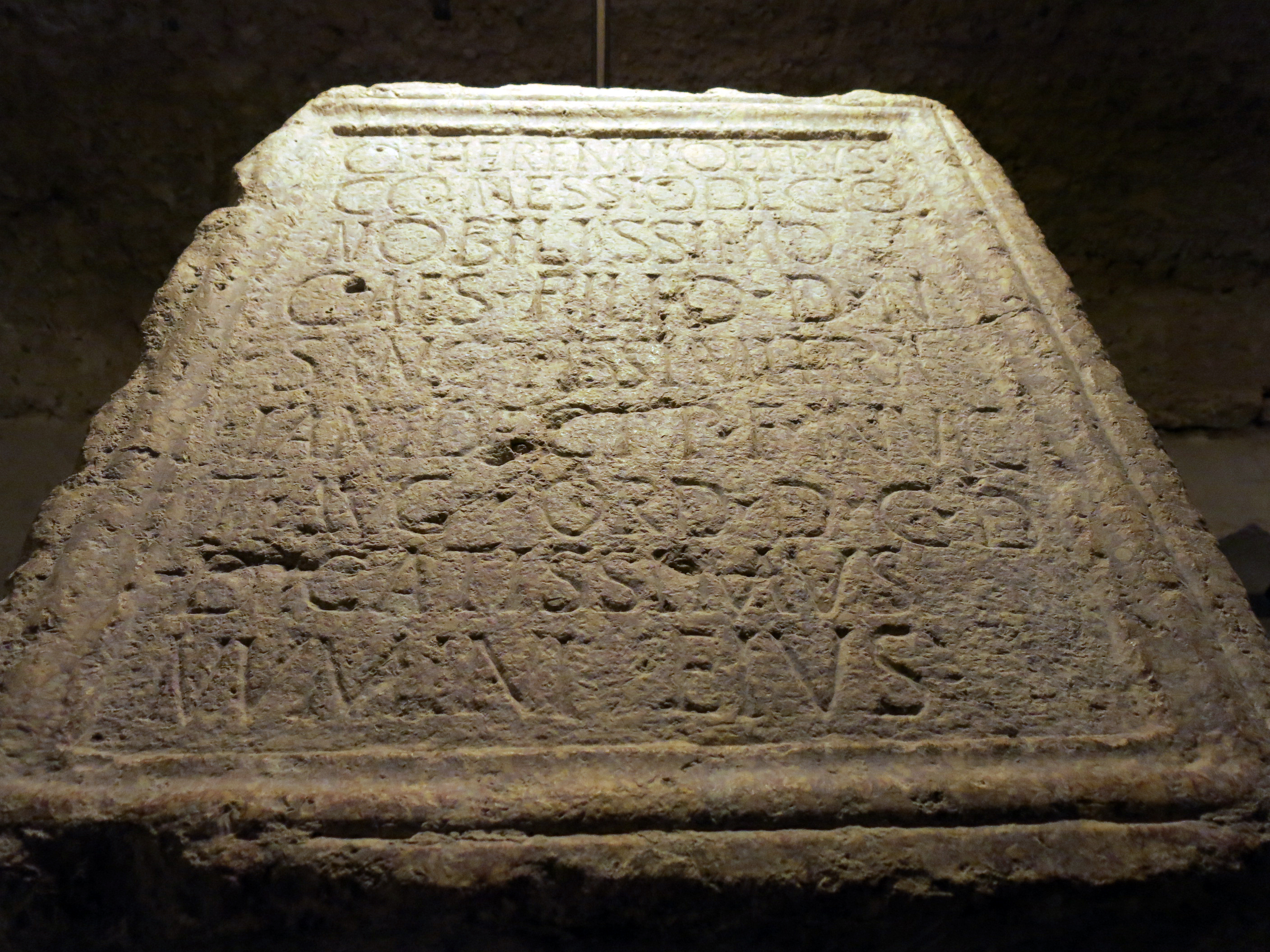
Làpida romana d'Herenni
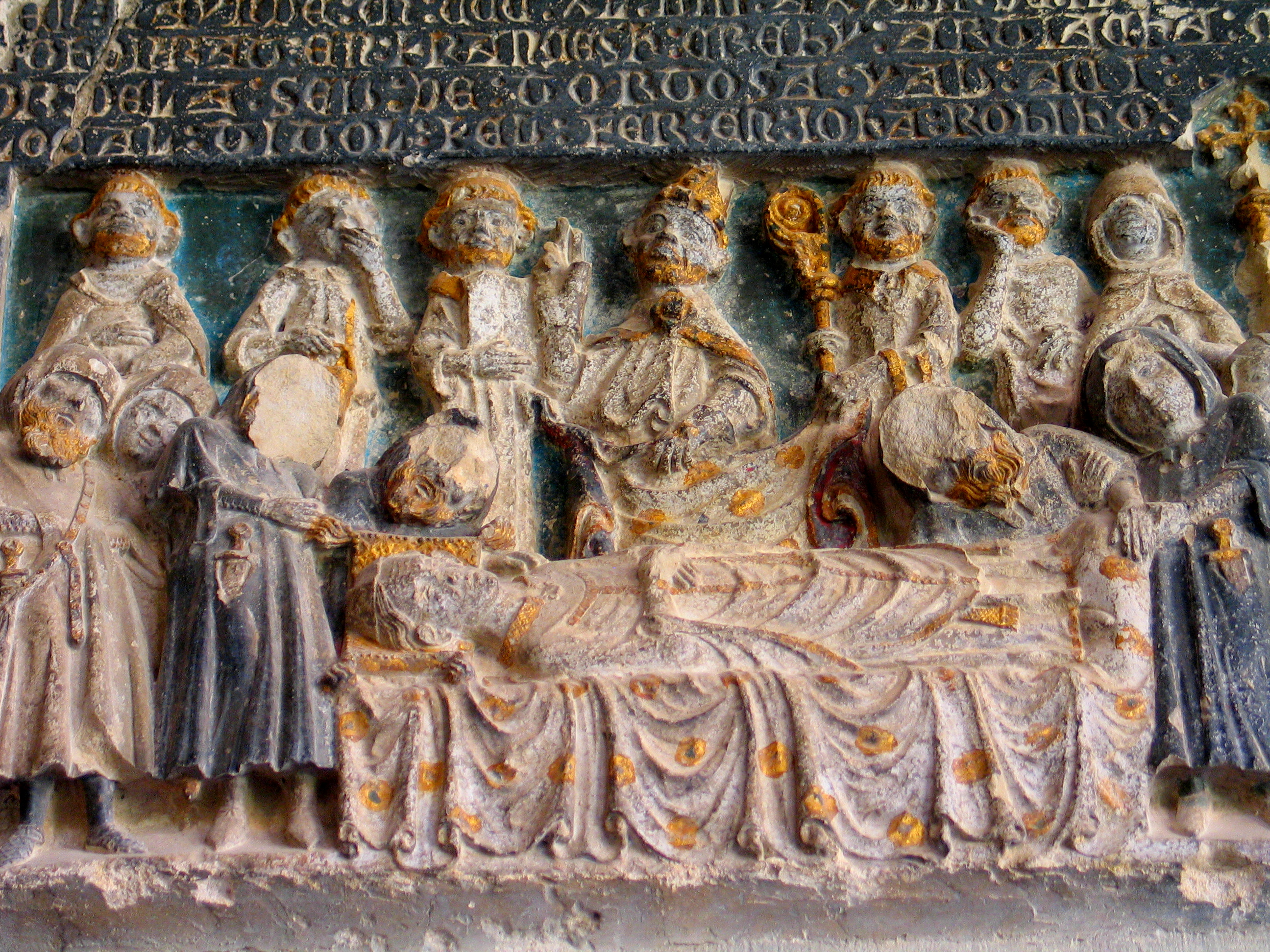
Làpida funerària
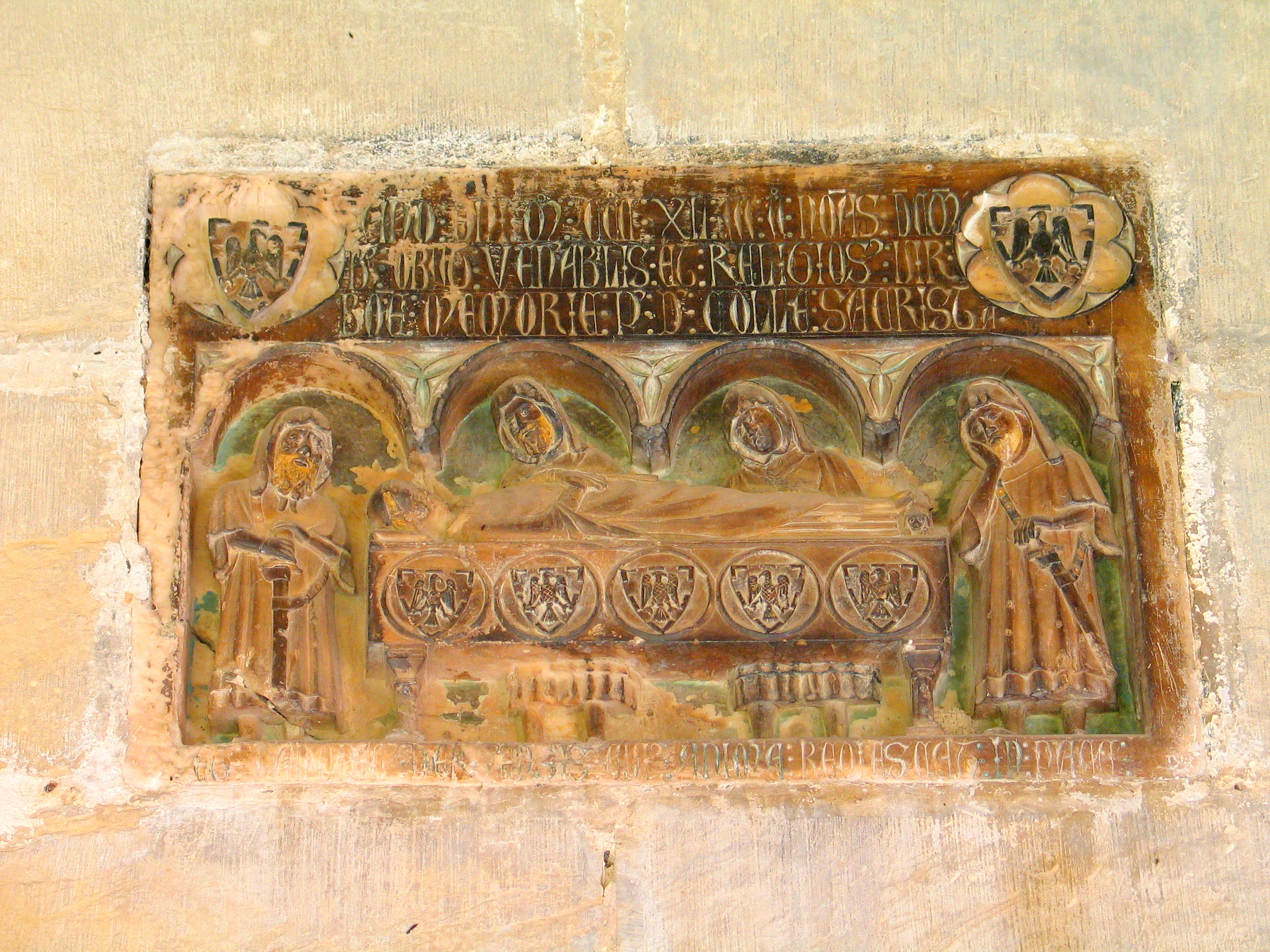
Relleu funerari
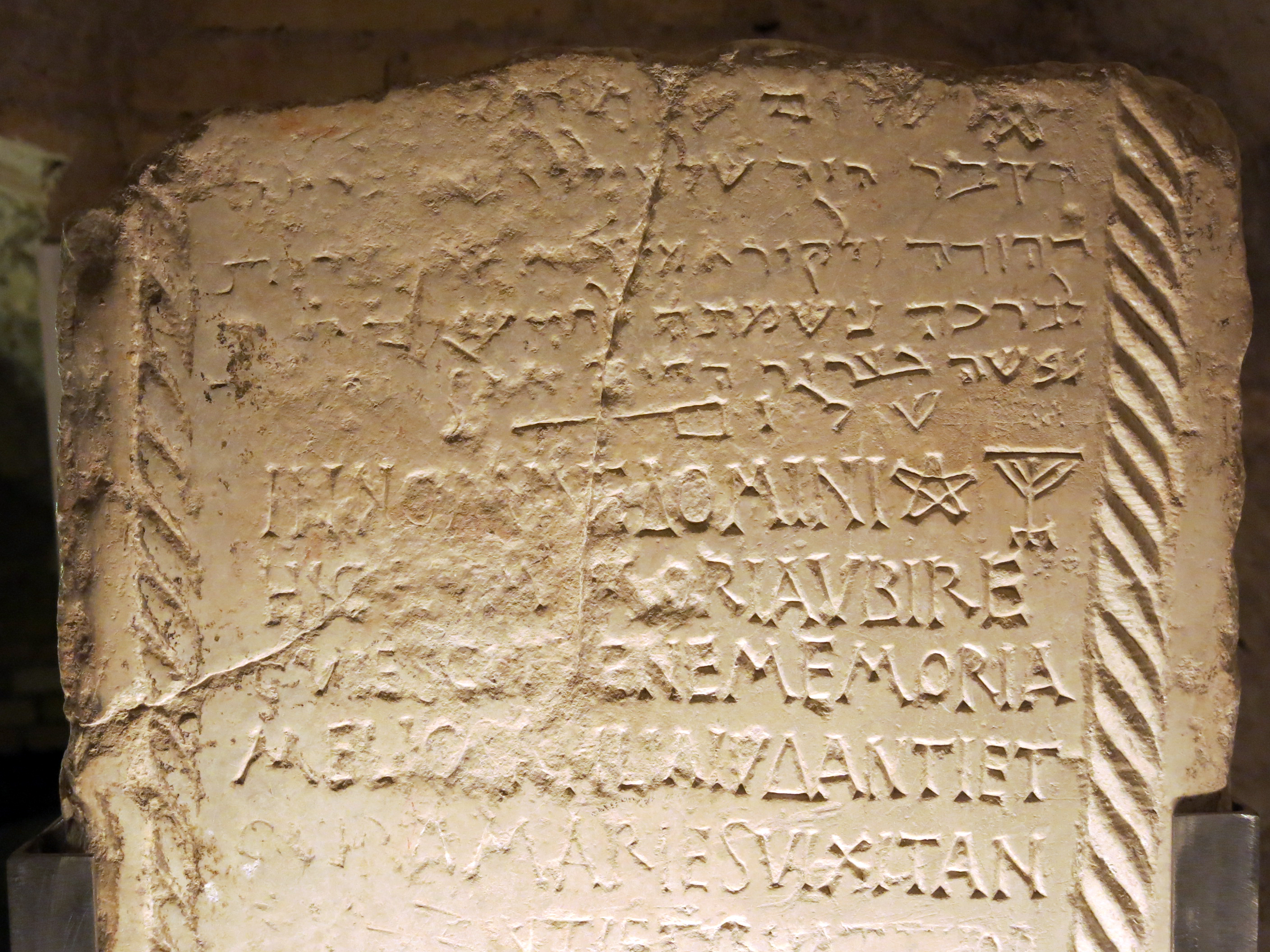
Làpida trilingüe hebreu-llatí-grec